# ПриватБанк (Грузія)

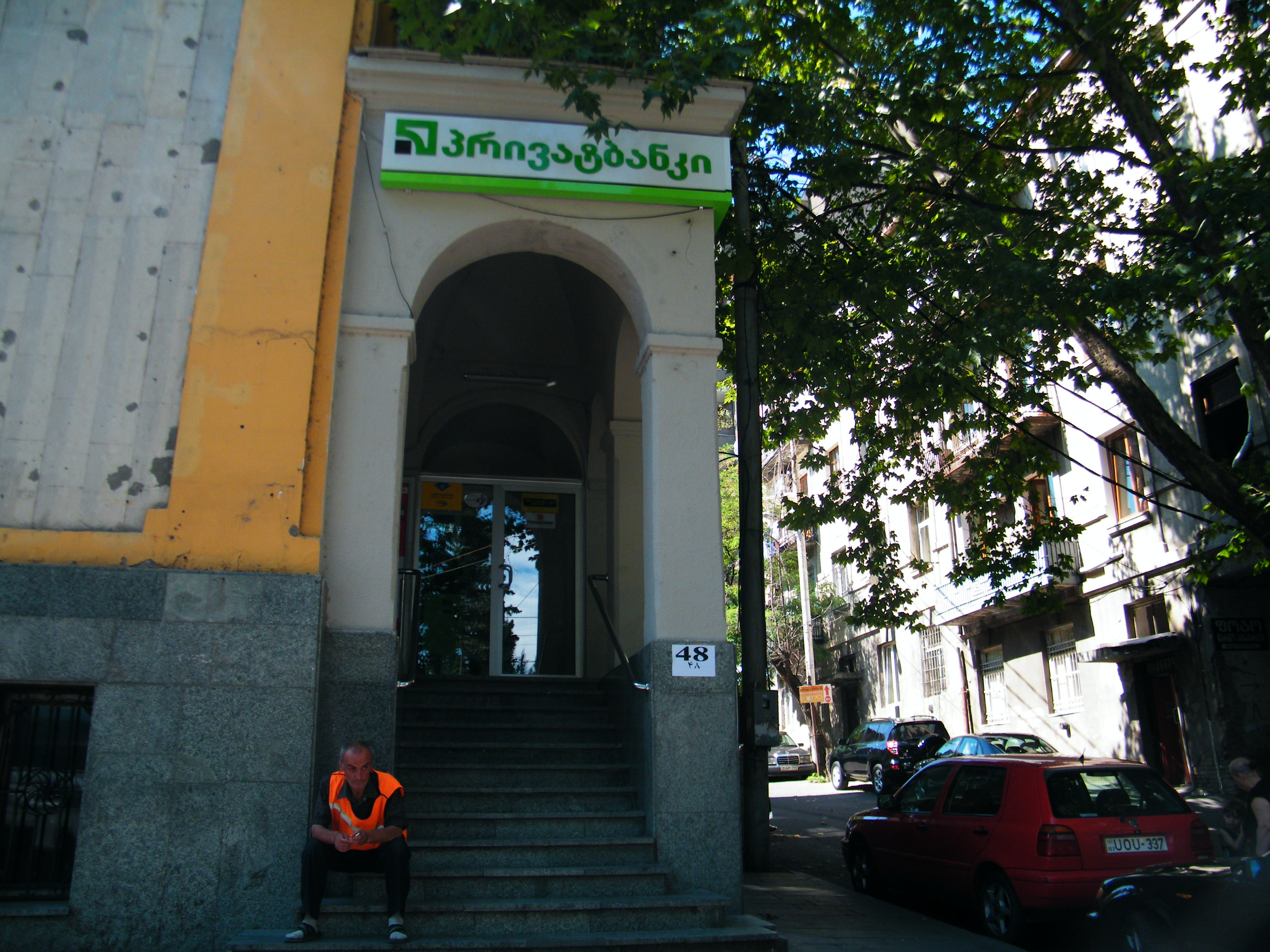
Відділення ПриватБанку у Тбілісі, Проспект Руставелі, 48 (2011)

АТ «ПриватБанк» (груз. პრივატბანკი) — грузинський банк. Був дочірнім банком українського ПриватБанку. 5 грудня 2014 року, повідомлялося про продаж ПриватБанку в Грузії грузинському Bank of Georgia. Центральний офіс розташований у Тбілісі.
ПриватБанк (Грузія) обслуговував клієнтів у 98 філіях і відділеннях, на території Грузії банком встановлено 430 банкоматів і понад 300 терміналів самообслуговування. Видано понад півмільйона платіжних карток. За 9 місяців 2013 року активи банку збільшилися до 486,4 млн. ларі (201,27 млн. $). Чистий прибуток банку за січень-вересень 2013 року становив 26 млн. ларі (10,76 млн. $).

## Історія
- 1989 — заснований банк під назвою «Кавкасіоні».
- Лютий 1992 — банк «Кавкасіоні» отримав від Національного Банку Грузії ліцензію на здійснення банківської діяльності
- 1999 — відкрилася філія у Батумі.
- Лютий 2002 — банк включився в міжнародну систему грошових переказів Western Union.
- Лютий 2002 — з банком «Юніаструм» оформлений договір про включення в міжнародну систему грошових переказів Unistream.
- Жовтень 2004 — відкрилася філія в Ахалкалакі.
- Лютий 2004 — банк приступив до здійснення міжнародних переказів Anelik.
- Січень 2005 — банк перейменований на «Перший Комерційний Банк».
- Лютий 2005 — відкрилася філія у Дедоплісцкаро.
- Червень 2005 — відкрився Сабурталінський сервіс-центр.
- Липень 2005 — відкрився Батумський сервіс-центр.
- Вересень 2005 — відкрився Глданський сервіс-центр.
- 2006 — банк очолив новий менеджмент; зміна у складі засновників.
- Травень 2006 — банк перейменований на «ТаоБанк».
- Липень 2007 — власником 75% акцій АТ «ТаоБанку» став один із провідних українських банків, Акціонерне Товариство «ПриватБанк».
- 25 вересня 2007 — банк перейменований на Акціонерне Товариство «ТаоПриватБанк».
- 17 грудня 2010 — банк перейменований на Акціонерне Товариство «ПриватБанк».